# Novoisjimskij
Novoisjimskij (kazakiska: Novoīshīmskīy, ryska: Новоишимский) är en ort i Kazakstan.   Den ligger i oblystet Nordkazakstan, i den norra delen av landet, 400 km nordväst om huvudstaden Astana. Novoisjimskij ligger 184 meter över havet och antalet invånare är 6 062.
Terrängen runt Novoisjimskij är mycket platt. Runt Novoisjimskij är det mycket glesbefolkat, med 6 invånare per kvadratkilometer. Det finns inga andra samhällen i närheten. Trakten runt Novoisjimskij består till största delen av jordbruksmark.